# آردوینو اونو

موضوع:آردینو اونو
آردوینو اونو (Arduino UNO) یکی از پرکاربردترین مدل‌های سخت‌افزار آردوینو است. در این برد، از یک میکروکنترلر ATmega328P به عنوان پردازشگر و حافظه استفاده می‌شود. آردوینو مدل اونو، یکی از متداول‌ترین نمونه‌ها برای آموزش آردوینو است.
Arduino / Genuino Uno دارای تعدادی امکانات برای برقراری ارتباط با رایانه ، برد Arduino / Genuino دیگر یا سایر میکروکنترلرها است. ATmega328 ارتباط سریال UART TTL (5V) را فراهم می کند که در پایه های دیجیتال 0 (RX) و 1 (TX) موجود است. ATmega16U2 روی برد این ارتباط سریال را از طریق USB کانال می کند و به عنوان یک درگاه مجازی برای نرم افزارهای رایانه ظاهر می شود. سیستم‌عامل 16U2 از درایورهای USB COM استاندارد استفاده می کند و نیازی به درایور خارجی نیست. با این حال ، در ویندوز ، یک فایل .inf مورد نیاز است. نرم افزار Arduino (IDE) شامل یک مانیتور سریال است که اجازه می دهد داده های متنی ساده از و به صفحه برد ارسال شود. LED های RX و TX روی برد وقتی اطلاعات از طریق تراشه USB به سریال و اتصال USB به رایانه منتقل می شوند ، چشمک می زنند (اما نه برای ارتباط سریال روی پین های 0 و 1). یک کتابخانه SoftwareSerial امکان ارتباط سریال با هر یک از پایه های دیجیتال Uno را فراهم می کند.
تنظیم مجدد خودکار (نرم افزار)
بورد Arduino / Genuino Uno به جای نیاز به فشار فیزیکی دکمه تنظیم مجدد قبل از بارگذاری ، به شکلی طراحی شده است که امکان تنظیم مجدد آن توسط نرم افزار موجود در رایانه متصل را فراهم می کند. یکی از خطوط کنترل جریان سخت افزار (DTR) ATmega8U2 / 16U2 از طریق یک خازن 100 نانو فارادی به خط تنظیم مجدد ATmega328 متصل است. هنگامی که این خط ادعا می شود (کم می شود) ، خط تنظیم مجدد به اندازه کافی افت می کند تا تراشه را دوباره تنظیم کند.
این تنظیم پیامدهای دیگری نیز دارد. هنگامی که Uno به رایانه ای با سیستم‌عامل Mac OS X یا Linux متصل می شود ، هر بار که از طریق نرم افزار (از طریق USB) به آن وصل می شود مجدداً تنظیم می شود. تقریباً برای نیم ثانیه بعدی ، بوت لودر در Uno اجرا می شود. در حالی که برای نادیده گرفتن داده های بدفرم (یعنی هر چیزی علاوه بر بارگذاری کد جدید) برنامه ریزی شده است ، پس از باز شدن اتصال ، چند بایت اول داده ارسال شده به صفحه را رهگیری می کند.
پروژه آردوینو در موسسه طراحی تعامل Ivrea (IDII) در Ivrea ، ایتالیا آغاز شد. در آن زمان ، دانشجویان از میکروکنترلر BASIC Stamp استفاده کردند ، هزینه ای که برای بسیاری از دانشجویان هزینه قابل توجهی بود. در سال 2003 ، هرناندو باراگان پلت فرم توسعه Wiring را به عنوان یک پروژه پایان نامه کارشناسی ارشد در IDII ، زیر نظر ماسیمو بانزی و کیسی ریاس ، که به کار در زمینه زبان پردازش مشهور هستند ، ایجاد کرد. هدف این پروژه ایجاد ابزارهای ساده و کم هزینه برای ایجاد پروژه های دیجیتالی توسط مهندسین غیر مهندسی بود. بستر سیم کشی شامل یک صفحه مدار چاپی (PCB) با یک میکروکنترلر ATmega168 ، یک IDE مبتنی بر پردازش و توابع کتابخانه برای برنامه ریزی آسان میکروکنترلر بود. [8] در سال 2003 ، ماسیمو بانزی ، به همراه دیوید ملیس ، دانشجوی دیگر IDII و دیوید کوارتیل ، پشتیبانی از میکروکنترلر ATmega8 ارزان تر را به سیم کشی اضافه کردند. اما آنها به جای ادامه کار روی سیم کشی ، پروژه را چنگ زدند و نام آن را آردوینو گذاشتند. تابلوهای اولیه آردوینو از تراشه درایور USB به سریال FTDI و ATmega168 استفاده می کردند. [8] Uno با داشتن میکروکنترلر ATmega328P و ATmega16U2 (Atmega8U2 تا نسخه R2) که به عنوان مبدل USB به سریال برنامه ریزی شده است ، از تمام برد های قبلی متفاوت بود.
آردوینو، نام یک پلتفرم متن‌باز است که از دو بخش سخت‌افزاری و نرم‌افزاری تشکیل می‌شود. مدل‌های مختلفی از بردهای سخت‌افزاری آردوینو وجود دارد که یکی از آنها، مدل اونو است.جدیدترین مدل آردینو uno:
آردینو unoR4